# Onciale 083
L'Onciale 083 (numerazione Gregory-Aland; "ε 31" nella numerazione Soden), è un codice manoscritto onciale del Nuovo Testamento, in lingua greca, datato paleograficamente al V o VI secolo.

## Descrizione
Il codice è composto da 6 spessi fogli di pergamena di 280 per 260 mm, contenenti brani il testo del Vangelo secondo Giovanni (1,25-41; 2,9-4,14,34-49). Il testo è scritto in due colonne per pagina e 25 linee per colonna.

### Critica testuale
Il testo del codice è rappresentativo del tipo testuale alessandrino. Kurt Aland lo ha collocato nella Categoria II.

## Storia
Il codice è conservato alla Biblioteca nazionale russa (Gr. 10) a San Pietroburgo.